# Zielony Bór (Białoruś)
Zielony Bór (biał. Зялёны Бор; ros. Зелёный Бор) – osiedle typu robotniczego w rejonie smolewickim znajdujące się 18 km od stacji kolejowej Żodino i 5 km od drogi Brześć–Moskwa.

## Historia
Miejscowość powstała w 1958 r. ze zjednoczenia osiedli robotniczych Tarasik i Zielony Bór, które wyrosły obok założonych w 1947 r. zakładów budowlano-montażowych. W latach 1962–1965 należała do rejonu borysowskiego. W 1971 r. liczyła 2 tys. mieszkańców, a w 2005 r. 1,4 tys. Rozwija się tu przemysł lekki i spożywczy, obróbki drewna oraz paliwowy.
W Zielonym Borze znajduje się cmentarz ofiar faszyzmu i cmentarz wojskowy.